# ابراهیم یلمه
ابراهیم یلمه (زاده ۱۳۵۳ - آق قلا) والیبالیست اهل ایران است.
وی سابقه بازی در تیم‌های فجر آق قلا، آبگینه قزوین، ابومسلم خراسان، قند شیروان، پتروشیمی ماهشهر، برق تهران، سایپا تهران، کاله مازندران و متین ورامین را دارد و هم‌اکنون در تیم میزان خراسان توپ می‌زند. وی همچنین سابقه حضور در مسابقات آسیایی همراه با تیم ملی نوجوانان ایران و حضور در مسابقات جهانی با تیم ملی جوانان ایران را دارد.